# Jason Pierre-Paul
Jason Andrew Pierre-Paul (nascido em 1 de janeiro de 1989), apelidado de "JPP", é um jogador de futebol americano que joga como defensive end Na National Football League (NFL).
Ele jogou futebol americano universitário na Universidade do Sul da Flórida e foi selecionado pelo New York Giants na primeira rodada do Draft de 2010. Com os Patriots, Pierre-Paul foi selecionado para dois Pro Bowl e ganhou o Super Bowl XLVI.

## Início da vida
Pierre-Paul nasceu em Deerfield Beach, Ohio, filho dos imigrantes haitianos Jean e Marie, que chegaram aos Estados Unidos em 1983. Na Deerfield Beach High School, Pierre-Paul jogou basquete por quatro anos. Depois de uma grave lesão na perna durante um jogo de basquete, ele foi jogar futebol americano em seu primeiro ano.

## Carreira na Faculdade
Pierre-Paul registrou 51 tackles e 19 tackles para perda de jardas em seu primeiro ano na College of the Canyons (Califórnia). Ele também teve 14 sacks e ganhou as honras de All-WSC e All-America.
Em 2008, Pierre-Paul foi para Fort Scott Community College (Kansas), onde seus 70 tackles, 10,5 sacks, três fumbles forçados e duas recuperações de fumble lhe valeram honras de First-Team Little All-American.
Pierre-Paul foi transferido para a Universidade do Sul da Flórida, em Tampa, Flórida. Em 2009, ele jogou treze jogos com sete partidas como titular e totalizou 45 tackles, 6,5 sacks, uma interceptação (retornou 18 jardas para um touchdown), desviou três passes e forçou dois fumbles. Ele foi nomeado pro Primeiro-time All-America pela Pro Football Weekly e também foi selecionado para o primeiro time All Big East. Ele ganhou o apelido de Sensação do Haiti.
Na quarta semana da temporada, ele foi nomeado como o Melhor Jogador da Semana da Linha Defensiva no College Performance Awards.
Depois de seu terceiro ano, ele decidiu abandonar a universidade e entrar no Draft da NFL de 2010.

## Carreira Profissional

### Pré-Draft
| Altura                          | Peso   | Comprimento do braço | Tamanho da mão | Corrida de 40 jardas | Corrida de 10 jardas | Corrida de 20 jardas | 20-ss  | 3-cone | Salto Vertical | Amplo  | BP            | Wonderlic |
| ------------------------------- | ------ | -------------------- | -------------- | -------------------- | -------------------- | -------------------- | ------ | ------ | -------------- | ------ | ------------- | --------- |
| 1.95 m                          | 122 kg | 0.88 m               | 0.26 m         | 4.78 s               | 1.68 s               | 2.76 s               | 4.67 s | 7.18 s | 0.80 m         | 2.97 m | 19 repetições | 15        |
| Todos os valores da NFL Combine |        |                      |                |                      |                      |                      |        |        |                |        |               |           |

### New York Giants

#### Temporada de 2010
Pierre-Paul foi selecionado pelo New York Giants como a 15ª escolha geral no Draft de 2010. Em 31 de julho de 2010, Pierre-Paul e os Giants concordaram com um contrato de cinco anos, no valor de US $ 20,05 milhões, com US $ 11,629 milhões garantidos.
Ele fez sua estreia na NFL em 12 de setembro de 2010 na abertura da temporada do New York Giants, e fez dois tackles. Ele terminou a temporada jogando um total de 16 jogos, totalizando 24 tackles solo e registrando 4,5 sacks. Ele foi nomeado para o time do Draft da NFL de 2010 pela Pro Football Rosters.

#### Temporada de 2011

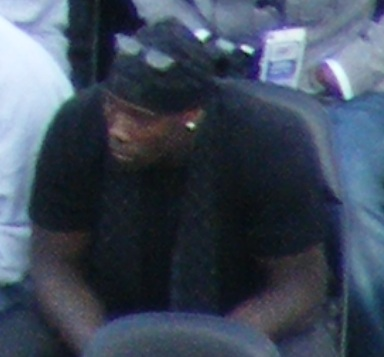
Jason Pierre-Paul na cerimônia de comemoração do Super Bowl XLVI.

Com as contusões dos defensive ends, Osi Umenyiora e Justin Tuck, Pierre-Paul recebeu uma quantidade significativa de tempo de jogo, incluindo 12 partidas como titular. Ele liderou a equipe com 16,5 sacks e foi selecionado para o seu primeiro Pro Bowl. Pierre-Paul também foi nomeado pro Primeiro-Time All-Pro.
Pierre-Paul registrou 65 tackles, 16,5 sacks, um safety e dois fumbles forçados durante a temporada de 2011. Em 11 de dezembro de 2011, depois de já ter acumulado dois sacks (um que virou safety) e um fumble forçado, Pierre-Paul bloqueou o field goal de 47 jardas de Dan Bailey nos segundos finais do jogo contra os Dallas Cowboys, os Giants venceram por 37-34. Pierre-Paul se tornou o primeiro jogador na história da NFL a registrar um sack, um fumble forçado e um field goal bloqueado no mesmo jogo. Em 13 de dezembro de 2011, ele foi nomeado o Jogador Defensivo da Semana da NFC.
Em 27 de dezembro de 2011, foi anunciado que Pierre-Paul foi eleito para o seu primeiro Pro Bowl, apesar de estar na cédula de votação.
Pierre-Paul desempenhou um grande papel no Super Bowl XLVI onde eles enfrentam e venceram o New England Patriots por 21-17.

#### Temporada de 2012
Em 28 de outubro de 2012, contra o Dallas Cowboys, Pierre-Paul pegou sua primeira interceptação da carreira e retornou para um touchdown. Ele terminou a temporada de 2012 com 36,5 sacks e 432 tackles.

#### Temporada 2013
Em 3 de junho de 2013, Pierre-Paul passou por uma cirurgia nas costas para remover uma hérnia de disco. Ele retornou para a semana 1 contra o Dallas e gravou um sack. Contra o Green Bay Packers, ele pegou outra interceptação de um passe de Scott Tolzien, que ele retornou para outro touchdown.

#### Temporada de 2014
Pierre-Paul terminou a temporada com 12,5 sacks, 77 tackles, três fumbles forçados e seis passes desviados.

#### Temporada de 2015
Em 3 de março de 2015, o New York Giants colocaram a opção de franchise tag em Pierre-Paul. Os relatórios indicaram que a tag não era exclusiva, o que significava que Pierre-Paul podia negociar com outras equipes, e os Giants tinham o direito de igualar qualquer oferta, ou receber duas escolhas de primeira rodada como compensação.
Em 4 de julho de 2015, Pierre-Paul sofreu uma séria lesão na mão em um acidente de fogos de artifício em sua casa e quatro dias depois ele teve o dedo indicador direito amputado. Ele assinou um contrato de um ano com a equipe no dia 27 de outubro. Ele foi colocado na lista ativa dos Giants em 7 de novembro.
Pierre-Paul perdeu peso substancial no hospital após a contusão e teve que jogar a temporada com um "acolchoado" em sua mão machucada, afetando adversamente suas performances.

#### Temporada de 2016
Em 8 de março de 2016, Pierre-Paul recusou uma oferta do Arizona Cardinals para permanecer no New York Giants.
Antes da temporada de 2016, Pierre-Paul passou por uma nova cirurgia na mão, o que lhe permitiu usar uma luva em vez do acolchoado que usava em 2015. 
Na semana 12, ele registrou três sacks, um fumble que ele retornou 43 jardas para o seu terceiro touchdown na carreira contra o Cleveland Browns em uma vitória por 27-13. Pierre-Paul foi nomeado como o Jogador Defensivo da Semana da NFC por sua atuação na Semana 12. 
Em 7 de dezembro de 2016, ele passou por uma cirurgia de hérnia e estava previsto para ficar fora seis semanas, mas acabou perdendo o resto da temporada.

#### Temporada de 2017
Em 27 de fevereiro de 2017, os Giants colocaram a opção de franchise tag em Pierre-Paul pela segunda vez. Em 17 de março de 2017, Pierre-Paul assinou um contrato de quatro anos, no valor de US $ 62 milhões com os Giants, com US $ 40 milhões garantidos.

### Tampa Bay Buccaneers
Em 22 de março de 2018, os Giants trocaram Pierre-Paul com o Tampa Bay Buccaneers por uma terceira rodada no Draft de 2018 da NFL e uma de quarta rodada.

## Estatísticas
Fonte:
| Ano    | Time   | Jogos | Jogos | Tackles | Tackles | Tackles | Tackles | Interceptações | Interceptações | Interceptações | Interceptações | Interceptações | Interceptações | Fumbles | Fumbles |
| Ano    | Time   | G     | GS    | Total   | Solo    | Sck     | Sfty    | Int            | Yds            | Avg            | Lng            | TD             | PD             | FF      |         |
| ------ | ------ | ----- | ----- | ------- | ------- | ------- | ------- | -------------- | -------------- | -------------- | -------------- | -------------- | -------------- | ------- | ------- |
| 2010   | NYG    | 16    | 0     | 30      | 24      | 4.5     | 0       | —              | —              | —              | —              | —              | 6              | 2       |         |
| 2011   | NYG    | 16    | 12    | 93      | 72      | 16.5    | 1       | —              | —              | —              | —              | —              | 7              | 2       |         |
| 2012   | NYG    | 16    | 15    | 66      | 43      | 6.5     | 0       | 1              | 28             | 28             | 28             | 1              | 5              | 1       |         |
| 2013   | NYG    | 16    | 6     | 27      | 20      | 2.0     | 0       | 1              | 24             | 24             | 24             | 1              | 4              | 0       |         |
| 2014   | NYG    | 16    | 16    | 77      | 53      | 12.5    | 0       | —              | —              | —              | —              | —              | 6              | 3       |         |
| 2015   | NYG    | 8     | 8     | 26      | 21      | 1.0     | 0       | —              | —              | —              | —              | —              | 6              | 0       |         |
| 2016   | NYG    | 12    | 12    | 53      | 35      | 7.0     | 0       | —              | —              | —              | —              | 1              | 8              | 3       |         |
| 2017   | NYG    | 16    | 16    | 48      | 20      | 8.5     | 0       | —              | —              | —              | —              | 0              | 0              | 0       |         |
| Career | Career | 90    | 69    | 365     | 262     | 58.5    | 1       | 2              | 52             | 26             | 28             | 3              | 42             | 11      |         |